# Репнин, Александр Андреевич
Александр Андреевич Репнин (1??? — † 3 января 1612 года) — русский военный и государственный деятель, дворянин, стольник и полковой воевода. Единственный сын воеводы князя Андрея Васильевича Репнина († 1578 год)

## Биография
Впервые упоминается в чине дворянина, служившего в Нижнем Новгороде (1577 год). В том же 1577 году пожалован в стольники. В 1584 году во время приготовлений к возможной войне с Речью Посполитой царь Фёдор Иоаннович отправлял надёжных лиц делать смотры русским полкам, в том числе отправлен князь Александр Андреевич для смотра в сторожевой полк в Коломну, а затем в полк левой руки в Кашире (1584 год). Числился в свите царя Фёдора Ивановича во время похода к Новгороду Великому против шведского короля Юхана III Вазы (зима 1589/90 годов).
В 1593 — 1599 годах служил полковым воеводой в передовом и сторожевым полку, находился в Переяславле-Рязанском (март 1593 года), Калуге (апрель 1594 года) и Епифани, воевода в Переславле-Рязанском (1595—1597 годы). Отправлен воеводой передового полка в Калугу (апрель 1598 года), в связи с сообщением из Оскола, что где-то «идёт крымский царь Казы-Гирей». В 1598 году князь Фёдор Андреевич Ноготков-Оболенский подал челобитную царю Борису Годунову на князя Александра Репнина. Согласно челобитной, князь А. А. Репнин назначенный в этом году «по крымским вестям» третьим воеводой передового полка, принял назначение, согласившись признать себя ниже боярина князя Ивана Васильевича Сицкого. В конце своей челобитной Фёдор Ноготков писал, что князь Александр Репнин сделал это во "злоумышлению Фёдора Никитича Романова, для «порухи» и «укора» всему роду Оболенских, так как Фёдор Никитич Романов, князь Иван Васильевич Сицкий и князь Александр Репнин между собой «братья» и «великие други». Князь И. В. Сицкий был женат на Евфимии Никитичне Романовой, родной сестре боярина Фёдора Романова. Царь Борис Годунов приказал записать в Разряд, что князь Александр Репнин был с князем Сицким в походе по дружбе, и «князь Александр Репнин князю Ивану (Сицкому) виноват один, а роду его всем князем Оболенским в том порухи в отечестве нет никому».
В 1598 году участвовал в походе царя Бориса Годунова в Серпухов против крымских татар. Во время серпуховского похода был вначале третьим, а затем первым воеводой передового полка. В том же году подписал соборную грамоту об избрании на царство Бориса Фёдоровича Годунова. Направлен по «крымским вестям» со сторожевым полком в Епифань (1599).
Князь Александр Андреевич, будучи в дружбе с Фёдором Никитичем Романовым и в родстве с родом Романовых, попал в царскую опалу (1601). Будучи воеводой в Яранске, был обвинен в хищениях и вместе со своей семьей отправлен в ссылку в Уфу, где служил 3-й воеводой (ещё в 1604).
В 1608-1611 годах первый воевода в Нижнем Новгороде, сохранил верность царю Василию Ивановичу Шуйскому. А. А. Репнин и его товарищ Андрей Алябьев успешно руководили обороной Нижнего Новгорода, осажденного сторонниками Тушинского вора. Также они рассылали грамоты в русские города, призывая собирать ратных людей, чтобы «очищать Московское государство от Литвы». Весной 1611 года принял участие в Первом народном ополчении, 10 марта он вместе с другими воеводами выступил из Владимира на Москву.
Супруга - Наталья.
3 января 1612 года князь Александр Андреевич Репнин скончался и похоронен родовой усыпальнице в Пафнутьево-Боровском монастыре, оставив после себя двух сыновей:
- Пётр Александрович Репнин († 1643), стольник, боярин и воевода;
- Борис Александрович Репнин († 1670), стольник, боярин и воевода[3].